# Пехи
Пе́хи — село в Україні, у Шацькій селищній територіальній громаді Ковельського району Волинської області. Населення становить 258 осіб.

## Історія
У 1906 році село Шацької волості Володимир-Волинського повіту Волинської губернії. Відстань від повітового міста 99  верст, від волості 2. Дворів 99, мешканців 523.
12 червня 2020 року, відповідно до розпорядження Кабінету Міністрів України № 708-р «Про визначення адміністративних центрів та затвердження територій територіальних громад Волинської області», увійшло до складу Шацької селищної територіальної громади.
19 липня 2020 року, в результаті адміністративно-територіальної реформи та ліквідації Шацького району, село увійшло до новоутвореного Ковельського району.

## Населення
Згідно з переписом УРСР 1989 року чисельність наявного населення села становила 228 осіб, з яких 111 чоловіків та 117 жінок.
За переписом населення України 2001 року в селі мешкало 258 осіб. 100 % населення вказало своєю рідною мовою українську мову.